# Riz Ahmed
Rizwan "Riz" Ahmed (رضوان احمد, født 1. december 1982), også kendt som Riz MC, er en britisk skuespiller og rapper af pakistansk afstamning. Som skuespiller var han oprindeligt kendt for sin medvirken i uafhængige film så som The Road to Guantanamo, Shifty, Four Lions, Trishna og Ill Manors, før han brød igennem med sin rolle i Nightcrawler. Siden da har han medvirket i filmene Una, Jason Bourne og Rogue One: A Star Wars Story. Han har også medvirket i HBO's miniserie The Night Of som Nasir Khan. Både serien og hans optræden blev rost af kritikerne og indbragte ham nomineringer til Golden Globe og Screen Actors Guild Awards.
Som rapper er han medlem af Swet Shop Boys og er kendt for de kritikerroste hip-hop-album Microscope og Cashmere samt for hans medvirken i Hamilton Mixtape, der toppede hitlisten Billboard 200.